# Stor häll-lav
Stor häll-lav (Cetrariella commixta) är en lavart som först beskrevs av William Nylander och fick sitt nu gällande namn av Arne Thell och Ingvar Kärnefelt. 
Stor häll-lav ingår i släktet Cetrariella, och familjen Parmeliaceae. Arten är reproducerande i Sverige.